# Libnotes perplexa
Libnotes perplexa är en tvåvingeart som först beskrevs av Alexander 1951.  Libnotes perplexa ingår i släktet Libnotes och familjen småharkrankar. Inga underarter finns listade i Catalogue of Life.